# Nina Probatova
Nina S. Probatova (transliteración de Нина С. Пробатова) (2 de agosto de 1939 — 3 de marzo de 2023) fue una botánica rusa, y destacada agrostóloga.

## Algunas publicaciones
- Chiapella, j.; n.s. Probatova. 2003. The Deschampsia cespitosa complex (Poaceae: Aveneae) with special reference to Russia. Bot. J. Linn. Soc. 142:213–228
- Sokolovskaya,m a.p., n.s. Probatova. 1977. On the least main number of chromosomes (2n-4) in Colpodium versicolor (Stev.) Woronow Bot. J., 62: 241- 245. (en ruso)

- La abreviatura «Prob.» se emplea para indicar a Nina Probatova como autoridad en la descripción y clasificación científica de los vegetales.[1]